# Mitsubishi J8M
Die Mitsubishi J8M Shusui (japanisch: 三菱 J8M 秋水 – Scharfes Schwert) war ein japanischer Abfangjäger mit Raketenantrieb aus der Endphase des Zweiten Weltkriegs, der auf der deutschen Messerschmitt Me 163 Komet basierte. Die Bezeichnung „J8M“ wurde von der japanischen Marine für dieses Flugzeug vergeben, während die Luftstreitkräfte der japanischen Armee die Bezeichnung „Ki-200“ verwendeten. Die J8M wurde kurz vor dem Kriegsende erprobt, kam aber nicht mehr zum Einsatz.

## Geschichte

### Konstruktion

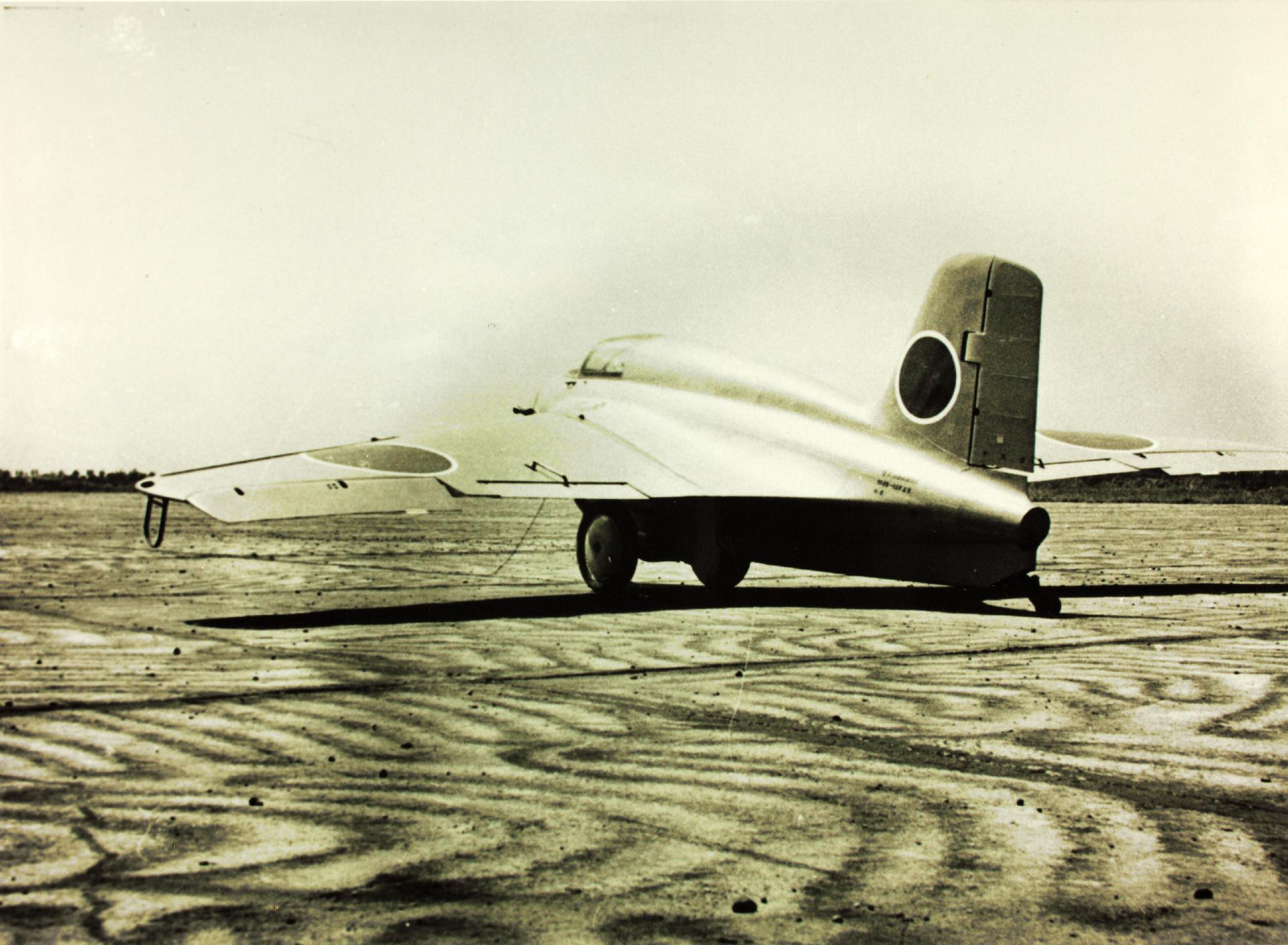
Mitsubishi J8M-1 Shusui

Die J8M sollte eine in Lizenz gebaute Kopie der Messerschmitt Me 163 werden. Das Projekt ergab sich als direkte Antwort auf den bevorstehenden Einsatz des schweren viermotorigen Bombers Boeing B-29 „Superfortress“ im Jahre 1943. In Japan war die Entwicklung dieses Bombers bekannt, in zutreffender Weise wurde bereits davon ausgegangen, dass dieser für Einsätze über den heimatlichen japanischen Inseln bestimmt sein sollte. Japanische Militärattachés im Deutschen Reich erfuhren von der Me 163 und handelten nach einem Besuch des Erprobungskommandos 16, bei dem die Flugzeuge zu dieser Zeit erprobt wurden, den Vertrag für eine Lizenzproduktion des Flugzeuges und seines Triebwerkes aus.
Wie die Me 163 sollte die Shusui mit einem Raketentriebwerk sehr schnell in große Höhen aufsteigen. Dabei wurde der Treibstoffvorrat in kurzer Zeit aufgebraucht, das Flugzeug musste in den Gleitflug übergehen und schließlich auch so landen.
In Deutschland wurden zwei Lieferungen zusammengestellt, von denen eine aus technischen Dokumentationen und Mustern mechanischer Teile bestand. Diese wurden in zwei U-Booten nach Japan geschickt. Eines dieser Boote wurde auf der Fahrt versenkt, das andere gelangte bis nach Singapur, von wo aus der zuständige Marineoffizier Eiichi Iwaya Teile der Dokumente im Voraus per Flugzeug nach Japan brachte. Der größte Teil der detaillierten technischen Dokumente blieb jedoch an Bord und wurde mit diesem U-Boot nahe den Philippinen ebenfalls versenkt. Somit kam nur ein geringer Teil der Papiere tatsächlich in Japan an.
Da inzwischen bereits Angriffe mit B-29 erfolgten, wurde mit dem vorhandenen Material – der technischen Bedienungsanleitung und einem Raketentriebwerk vom Typ Walter KWK 109-509 – der Nachbau des Flugzeuges begonnen, statt auf Ersatz zu warten. Die Kaiserlich Japanische Marine gab dem Flugzeug die Bezeichnung „J8M1“, während das Kaiserlich Japanische Heer die Bezeichnung „Ki-200“ verwendete.
Beide unterschieden sich lediglich in kleinen Details, am deutlichsten in der Wahl des Typs der 30-mm-Kanonen. Die Ki-200 der Armeeluftwaffe war mit zwei Ho-105 bewaffnet (Kadenz 450 Schuss/min, Mündungsgeschwindigkeit 716,280 m/s), während die J8M1 der Marineluftwaffe zwei Typ-5-Kanonen besaß (Kadenz 400 Schuss/min, Mündungsgeschwindigkeit 749,808 m/s). Die Ho-105 war zudem die leichtere von beiden und beide boten eine höhere Anfangsgeschwindigkeit aber eine niedrigere Kadenz als die MK 108 der originalen Me 163 (650 Schuss/min, Mündungsgeschwindigkeit 519,684 m/s).
Das Flugzeug selbst wurde von Mitsubishi unter Beteiligung der Partnerunternehmen Nissan und Fuji entwickelt, das auf dem Walter HWK 109-509 basierende Triebwerk für die Maschine sowie ein Schulgleiter (Yokosuka MXY-8, Heeresbezeichnung: Ku-13) wurden von Yokosuka konstruiert und gefertigt.
Unterdessen versuchte das Deutsche Reich im Februar 1945 eine weitere „Komet“ an Bord von U 864 nach Japan zu versenden, U 864 wurde jedoch vom britischen U-Boot Venturer in der Nähe von Bergen/Norwegen versenkt.

### Erprobung
Da die Triebwerke noch nicht fertiggestellt waren, wurden am 8. Januar 1945 erste Gleitflug-Versuche vorgenommen. Mit dem ersatzweise eingebauten Ballast waren die Flugleistungen denen einer gleitenden Me 163 sehr ähnlich. Das erste der „Toku Ro.2“ (KR10) genannten Raketentriebwerke wurde im Juni geliefert, als der Krieg in Europa bereits beendet war und die Alliierten dort zahlreiche Me 163 erbeutet hatten.
Nach letzten Gleitflug-Versuchen mit eingebautem Triebwerk wurde am 7. Juli 1945 der erste angetriebene Flug vom Flugplatz Oppama bei Yokosuka aus ausgeführt. Der Start verlief normal, und das Flugzeug stieg schnell steil auf. In etwa 400 Metern Höhe drehte es sich jedoch abrupt kopfüber und raste direkt in den Boden, wobei der Testpilot Toyohiko Inuzuka getötet wurde.
Eine anschließende Untersuchung ergab, dass die Auslegung der Treibstofftanks für solch steile Aufstiege ungeeignet war und die Kraftstoffpumpe anstatt Treibstoff lediglich Luft ansaugte. Während des Fluges bildete sich in einer Treibstoffleitung eine Luftblase, die dazu führte, dass das Triebwerk abrupt aussetzte und so den Absturz verursachte. Während entsprechende Änderungen vorgenommen wurden, unterblieben weitere Flugversuche. In der Zwischenzeit hatte Mitsubishi mit der Massenproduktion von Flugzeugkomponenten für diesen Typ begonnen.
Das Raketentriebwerk vom Typ Toku Ro.2 verwendete weiterhin die deutschen Treibstoffe T-Stoff als Oxydator und C-Stoff als Brennstoff (Methanol-Hydrazinhydrat-Wasser-Gemisch), in Japan bekannt als Ko und Otsu. Das nachgebaute Triebwerk bot nicht ganz die gleiche Schubstärke des Originals, wobei Mitsubishi errechnete, dass eine leichtere Version der J8M1 dieses ausgleichen könnte. Die Flugleistungen waren daher in der ersten Version nicht ganz so hoch wie bei der „Komet“, standen dem Original aber insgesamt nur wenig nach, so dass die Einsatzanforderungen in jedem Fall erfüllt waren.
Vor der Aufnahme weiterer Erprobungen kam es jedoch am 15. August 1945 zur Kapitulation Japans.

## Varianten
- J8M-2 Shusui Modell 21(?): Version mit großer Reichweite für die Marine, entsprechend J8M1, aber Bewaffnung auf eine einzige 30-mm-Kanone reduziert
- J8M-3 Shusui Model 22 (Heeres-Typenbezeichnung Ki-202 Shusui-kai): Version mit großer Reichweite mit verlängertem Rumpf (7,10 m) und größerer Spannweite (9,75 m), bei der das Tokuro-3-Triebwerk mit 19,6 kN eingesetzt werden sollte; projektierte Höchstgeschwindigkeit: 900 km/h
- Yokosuka MXY-8 „Akigusa“ (Heeres-Typenbezeichnung Yokoi Ku-13): Schulgleiter aus dem J8M-Rumpf
- Yokosuka MXY-9 „Shuka“: Schulversion aus J8M-Rumpf mit einem Tsu-11-Thermojet-Triebwerk (nicht mehr gebaut)

## Gesamtproduktion
Einsatzversion mit Raketentriebwerk:
durch Mitsubishi:
- J8M1/Ki-200 (7 Maschinen)

Schulversion als Gleiter:
durch Yokosuka, Yokoi und Maeda:
- MXY-8/Ku-13 (ca. 60 Maschinen)

Geplante Schulversion mit Thermojet-Triebwerk:
Diese Schulversion mit der Bezeichnung MXY-9/Ki-13 wurde aufgrund der Kriegsereignisse nicht mehr gebaut.

## Erhaltene Maschinen
Insgesamt wurden sieben Einsatzmaschinen J8M gebaut. Zwei dieser Maschinen wurden wie schon einige ihrer deutschen Vorgänger, der Me 163, nach dem Kriegsende zur Auswertung in die USA gebracht. Eine dieser Maschinen ist heute im Planes of Fame Museum ausgestellt. In den 1960er-Jahren wurde ein fast vollständiger (aber schwer beschädigter) Rumpf in einer japanischen Höhle entdeckt. Dieser wurde zunächst bis 1999 auf der japanischen Luftwaffenbasis in Gifu ausgestellt und anschließend restauriert, um im firmeneigenen Museum von Mitsubishi gezeigt zu werden.

## „Schwertstreich“
Zahlreiche Quellen übersetzen den Namen „Shusui“ fälschlich als „Schwertstreich“. Offenbar stammt diese Bezeichnung aus der Arbeit von Robert C. Mikesh in den 1950er-Jahren und wurde von vielen anderen Autoren in der Folge übernommen. Genauer übersetzt bedeutet 秋水 „Klares Herbstwasser“, was in Japan eine gebräuchliche poetische Metapher für ein gut geschärftes Schwert ist. Vermutlich rührt das daher, dass die Klarheit des Schwertes mit seinem wellenlinienartigen Muster an klares Wasser erinnert.

## Technische Daten
| Kenngröße              | Daten                                            |
| ---------------------- | ------------------------------------------------ |
| Besatzung              | 1                                                |
| Länge                  | 6,05 m                                           |
| Spannweite             | 9,50 m                                           |
| Höhe                   | 2,70 m                                           |
| Flügelfläche           | 17,73 m²                                         |
| Flügelstreckung        | 5,1                                              |
| Leermasse              | 1.505 kg                                         |
| max. Startmasse        | 3.885 kg                                         |
| Höchstgeschwindigkeit  | 900 km/h in 10.000 m                             |
| Flugzeit (angetrieben) | 5:30 min                                         |
| Dienstgipfelhöhe       | 12.000 m                                         |
| Steigrate              | 2.858 m/min                                      |
| Triebwerk              | ein Raketentriebwerk Toku Ro.2                   |
| Schubkraft             | 14,7 kN                                          |
| Bewaffnung             | zwei 30-mm-MK Typ 5 Ki-200: zwei 30-mm-MK Ho-105 |

## Ähnliche Entwicklungen
- Messerschmitt Me 163 Komet
- Yokosuka MXY-8 Akigusa
- Yokosuka MXY-9 Shuka
- Mitsubishi Ki-202 Shusui-Kai